# Friso Emons
Friso Emons (* 5. Oktober 1998 in Tilburg) ist ein niederländischer Shorttracker.

## Werdegang
Emons trat international erstmals bei den Juniorenweltmeisterschaften 2017 in Innsbruck in Erscheinung und kam dort auf den 20. Platz im Mehrkampf sowie auf den achten Rang mit der Staffel. Im folgenden Jahr wurde er bei den Juniorenweltmeisterschaften in Tomaszów Mazowiecki Achter im Mehrkampf und gewann mit der Staffel die Bronzemedaille. In der Saison 2018/19 nahm er in Calgary erstmals am Shorttrack-Weltcup teil, wobei er den 35. Platz über 1000 m und den 12. Platz über 1500 m errang. In den folgenden Jahren gewann er bei den Europameisterschaften 2021 in Danzig die Goldmedaille und bei den Weltmeisterschaften 2022 in Montreal die Silbermedaille mit der Staffel. In der Saison 2022/23 erreichte er in Almaty mit dem zweiten Platz mit der Staffel seine erste Podestplatzierung im Weltcup und kam mit sechs Top-Zehn-Platzierungen auf den dritten Platz im Weltcup über 1500 m. Bei den Europameisterschaften 2023 in Danzig holte er die Bronzemedaille über 1500 m und die Goldmedaille mit der Staffel. Außerdem wurde er bei den Weltmeisterschaften 2023 in Seoul Elfter über 1500 m und Sechster mit der Staffel. In der folgenden Saison holte er in Seoul mit der Staffel seinen ersten Weltcupsieg und errang in Dresden den zweiten Platz mit der Mixed-Staffel. Zudem wurde er mit vier Top-Zehn-Platzierungen, darunter Platz drei in Danzig, Sechster im Weltcup über 1500 m. Bei den Europameisterschaften 2024 in Danzig gewann er die Silbermedaille über diese Distanz und erneut die Goldmedaille mit der Staffel. Beim Saisonhöhepunkt, den Weltmeisterschaften 2024 in Rotterdam, belegte er den 59. Platz über 1000 m, den zehnten Rang über 1500 m und den vierten Platz mit der Staffel.

## Erfolge

### Weltmeisterschaften
- 2022 Montreal: 2. Platz Staffel
- 2023 Seoul: 6. Platz Staffel, 11. Platz 1500 m
- 2024 Rotterdam: 4. Platz Staffel, 10. Platz 1500 m, 59. Platz 1000 m

### Europameisterschaften
- 2021 Danzig: 1. Platz Staffel
- 2023 Danzig: 1. Platz Staffel, 3. Platz 1500 m
- 2024 Danzig: 1. Platz Staffel, 2. Platz 1500 m

### Platzierungen im Weltcup

#### Weltcupsiege im Team
| Nr. | Datum             | Ort     |
| --- | ----------------- | ------- |
| 1.  | 17. Dezember 2023 | Seoul 1 |

#### Weltcup-Gesamtplatzierungen
| Saison  | Gesamt | Gesamt | 1000 m | 1000 m | 1500 m | 1500 m |
| Saison  | Punkte | Platz  | Punkte | Platz  | Punkte | Platz  |
| ------- | ------ | ------ | ------ | ------ | ------ | ------ |
| 2018/19 | -      | -      | 805    | 46.    | 2360   | 24.    |
| 2019/20 | -      | -      | 546    | 54.    | 4540   | 26.    |
| 2022/23 | 392    | 14.    | 72     | 25.    | 320    | 3.     |
| 2023/24 | 383    | 16.    | 107    | 17.    | 276    | 6.     |
| 2024/25 | 74     | 32.    | -      | -      | 74     | 19.    |

### Persönliche Bestzeiten
| Distanz | Zeit         | Datum            | Ort        |
| ------- | ------------ | ---------------- | ---------- |
| 500 m   | 41,460 s     | 3. Januar 2021   | Heerenveen |
| 1000 m  | 1:23,304 min | 9. Februar 2024  | Dresden    |
| 1500 m  | 2:11,584 min | 10. Februar 2024 | Dresden    |